# دانا رايت
دانا رايت هي عداءة سريعة كندية، ولدت في 20 سبتمبر 1959 في تورونتو في كندا.

## وصلات خارجية
- دانا رايت على موقع الاتحاد الدولي لألعاب القوى (الإنجليزية)
- دانا رايت على موقع أوليمبيديا (الإنجليزية)